# L'occhio cosmico
L'occhio cosmico è un romanzo breve di fantascienza di Mack Reynolds. Fu pubblicato originariamente col titolo Speakeasy nel gennaio 1963 nella rivista The Magazine of Fantasy and Science Fiction e riedito in versione espansa nel 1969 col titolo The Cosmic Eye. Nella sua prima versione è stato tradotto in Italia per la prima volta nel 1963.

## Trama
In un futuro non molto lontano tutti gli stati sono stati sostituiti da Tecnostati, governati dai tecnocrati, in una società suddivisa per caste. In queste società tutti hanno un lavoro e il necessario per vivere con tutte le comodità, ma è praticamente impossibile una crescita sociale.
Il giovane Rex Morris, figlio del biologo Leonard Morris, ultimo "Eroe del Tecnostato" vivente, e oppositore dello status-quo, giunge a Washington per essere introdotto nella vita sociale della capitale, e iniziare la sua attività di tecnocrate.
fin dall'inizio viene coinvolto, suo malgrado, all'interno di club clandestini, in ambienti che contestano, illegalmente, il tecnostato, venendo così preso di mira da Matt Edgeworth, uno dei responsabili della sicurezza nazionale e tra i pochi ad essere riuscito a scalare i gradini sociale del tecnostato.
Nonostante la sua apparente piena fedeltà allo stato, Rex è in realtà deciso a compiere attentati contro i vertici dello stato, per modificare lo stato delle cose e provocare dei cambiamenti positivi nella stagnante società.
I suoi tentativi falliscono e solo per caso sfugge alla cattura, scoprendo al contempo che tutti i club clandestini sono tollerati dai vertici dello stato. Grazie ai suoi contatti, riesce ad arrivare alla Casa Bianca, ove scopre che al suo interno gli stessi Primi Tecnocrati (e suo padre) fanno parte del più importante club clandestino. Lo scopo dei club, scopre, è quello di stimolare le persone a proporre dei cambiamenti, senza però arrivare ad un aperto conflitto sociale.
Convinto della bontà di questo operare, viene dagli altri membri del governo nominato capo della sicurezza ma, mentre si avviano verso il centro di comando, scoprono loro malgrado che l'ambizioso Matt Edgeworth ha già iniziato una rivolta, in maniera molto più cruenta.

## Edizioni
(elenco parziale)
- Mack Reynolds, The Cosmic Eye, Belmont, 1969.
- Mack Reynolds, L'occhio cosmico, traduzione di Lella Costa, collana Fantapocket n° 6, Longanesi, 1976,  p. 163.